# Charles Chree

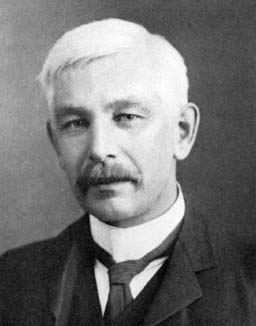
Charles Chree (1900)

Charles Chree, FRS (* 5. Mai 1860 in Lintrathen, Forfarshire, Schottland; † 12. August 1928 in Worthing, West Sussex, England) war ein britischer Astronom und Physiker, der sich insbesondere mit geomagnetischen Phänomenen beschäftigte und unter anderem 1919 die Hughes-Medaille erhielt.

## Leben
Charles Chree war das zweite von vier Kindern des presbyterianischen Geistlichen Reverend Charles Chree und dessen Ehefrau Agnes Scarth Bain Chree. Sein älterer Bruder war der Mathematiker Sir William Chree, während seine jüngeren Geschwister die Philanthropin Jessie Scarth Chree sowie der Mathematiker Alexander Bain Chree waren. Er selbst begann nach dem Besuch der 1257 gegründeten Old Aberdeen Grammar School ein grundständiges Studium an der University of Aberdeen, das er 1879 beendete. Ein darauf folgendes postgraduales Studium der Fächer Mathematik und Naturwissenschaften an der University of Cambridge schloss er 1883 jeweils mit einem Bachelor of Science (B.S. Mathematics) sowie mit einem Bachelor of Science (B.S. Natural Sciences) ab. Im April 1885 legte er bei seinem Eintritt der Edinburgh Mathematical Society mit On certain forms of vibration eine erste Arbeit über Vibrationen vor. Er war zwischen 1885 und 1893 als Gelehrter für Mathematische Physik am King’s College der University of Cambridge tätig und fungierte im Anschluss zwischen 1893 und 1925 als Superintendent des Kew Observatoriums, des heutigen King’s Observatory.
Charles Chree leistete bedeutende Beiträge zur mathematischen Elastizitätstheorie und untersuchte den Geomagnetismus, indem er auf tägliche und jährliche Schwankungen hinwies und zeigte, dass terrestrische magnetische Phänomene mit Sonnenflecken und anderen meteorologischen Bedingungen zusammenhängen. Er war der Erste, der den 27-Tage-Puls in magnetischen Phänomenen beschrieb: „Wenn ein Tag wesentlich mehr [geomagnetisch] gestört wäre als der durchschnittliche Tag des Monats, dann wäre der Tag 27 Tage danach wahrscheinlich auch stärker gestört als üblich.“ (‚that if any day were considerably more [geomagnetically] disturbed than the average day of the month, then the day 27 days subsequent to it was likely to be also more disturbed than usual.‘) Zusätzlich zu seinen meteorologischen Auswirkungen hatte seine Arbeit auch praktische Auswirkungen auf die Landesvermessung durch die Nutzung von Magnetnadeln.
Chree, dem die University of Cambridge 1896 einen Doktor der Wissenschaften (Doctor of Sciences) verlieh, wurde 1897 Fellow der Royal Society (FRS). 1898 erhielt er zudem einen Doktor der Rechte (Doctor of Laws) der University of Aberdeen. 1905 verlieh ihm die Institution of Civil Engineers die James Watt Medal. 1908 löste er den Ingenieur und Mathematiker John Perry als Präsident der Physical Society of London ab und bekleidete dieses Amt bis 1910, woraufhin der Mathematiker Hugh Longbourne Callendar seine Nachfolge antrat. Für seine Forschungen zum Erdmagnetismus erhielt er 1919 die Hughes-Medaille. 1922 löste er Reginald Hawthorn Hooker als Präsident der Royal Meteorological Society ab und übte diese Funktion bis 1923 aus, woraufhin er von Charles John Philip Cave abgelöst wurde.
Nach seinem Tode stiftete seine Schwester Jessie Scarth Chree 1941 Chree Medal and Prize, der vom Institute of Physics für ausgezeichnete Beiträge zur Umwelt-, Erd- oder Atmosphärenphysik vergeben wird und 2008 zu Ehren von Edward Victor Appleton in Edward Appleton Medal and Prize umbenannt wurde.

## Veröffentlichungen
- On certain forms of vibration, Edinburgh 1885
- Studies in terrestrial magnetism, London 1912
- Lag in marine barometers on land and sea, Edinburgh 1914
- Terrestrial Magnetism, London 1921
- Simultaneous values of magnetic declination at different British stations, London 1921
- Absolute daily range of magnetic declination at Kew observatory, Richmond, 1858 to 1900, London 1923
- Magnetic Disturbance and Its Relations to Aurora, 1928